# This Machine Still Kills Fascists
This Machine Still Kills Fascists è l'undicesimo album in studio del gruppo musicale statunitense Dropkick Murphys, pubblicato nel 2022.

## Tracce
Testi e musiche di Woody Guthrie.
1. Two 6's Upside Down – 3:29
2. Talking Jukebox – 3:13
3. Ten Times More – 2:11
4. Never Git Drunk No More (featuring Nikki Lane) – 3:25
5. All You Fonies – 2:49
6. The Last One (featuring Evan Felker) – 3:33
7. Cadillac, Cadillac – 2:53
8. Waters Are A'Risin – 3:02
9. Where Trouble Is At – 2:33
10. Dig a Hole (featuring Woody Guthrie) – 3:09

- Traccia Bonus (Vinile)

1. Never Git Drunk No More (alternate version)

## Formazione
- Tim Brennan – chitarra, voce
- Ken Casey – voce, basso
- Jeff DaRosa – banjo, mandolino, chitarra acustica, voce
- Matt Kelly – batteria, percussioni, voce
- James Lynch – chitarra, voce